# 鱗吻瘤鱈
鱗吻瘤鱈，為輻鰭魚綱鱈形目稚鱈科的其中一種，分布於東南大西洋非洲西南岸海域，為深海底棲性魚類，深度可達517公尺，體長可達16.1公分，棲息在底層水域，生活習性不明。

## 扩展阅读
維基物種上的相關：鱗吻瘤鱈